# Jeu en réalité mixte
Un jeu de réalité mixte (ou jeu de réalité hybride) est un jeu qui se déroule simultanément dans la réalité et la réalité virtuelle. Selon Souza de Silva et Sutko, la caractéristique déterminante de ces jeux est leur "absence d'espace de jeu primaire ; ces jeux se jouent simultanément dans des espaces physiques, numériques ou représentés (comme un plateau de jeu)". Il existe une équivalence dans les définitions relatives à leur existence dans la réalité mixte. Étant donné la définition de la réalité mixte de Paul Milgram et Fumio Kishino pour le continuum de virtualité, les jeux de réalité virtuelle ne sont pas des jeux de réalité mixte, car ils se déroulent uniquement dans la réalité virtuelle. Souza de Silva et Sutko affirment que les jeux omniprésents sont un sous-ensemble des jeux de réalité hybride.
SpecTrek (en), Ingress et Gbanga (en) sont des exemples de jeux de réalité mixte sur les smartphones Android et IPhone. Can You See Me Now ? est un jeu de poursuite urbaine où certains joueurs se déplacent dans les rues d'une ville, tandis que d'autres suivent leurs positions GPS en lignes. 